# Rhopalorhynchus sibogae
Rhopalorhynchus sibogae is een zeespin uit de familie Colossendeidae. De soort behoort tot het geslacht Rhopalorhynchus. Rhopalorhynchus sibogae werd in 1958 voor het eerst wetenschappelijk beschreven door Stock. 